# Deifontes
Deifontes ist eine Gemeinde in der Provinz Granada im Südosten Spaniens mit 2.622 Einwohnern (Stand: 2024). Die Gemeinde liegt in der Comarca Los Montes.

## Geografie
Die Gemeinde liegt im Norden der Provinz und grenzt an Albolote, Cogollos Vega und Iznalloz.

## Geschichte
In der Antike gab es hier eine römische Ansiedlung. Der Ort hieß in der Zeit von Al-Andalus Dialfates, wahrscheinlich entstand der Name aus „dar“ und „alfont“, d. h. Haus an der Quelle. Im 20. Jahrhundert wurde der Ort eine unabhängige Gemeinde und erhielt 1903 seinen heutigen Namen.